# Bhugathagahalli, Tirumakudal Narsipur
Bhugathagahalli là một làng thuộc tehsil Tirumakudal Narsipur, huyện Mysore, bang Karnataka, Ấn Độ.